# Carlos Frederico de Jülich-Cleves-Berg

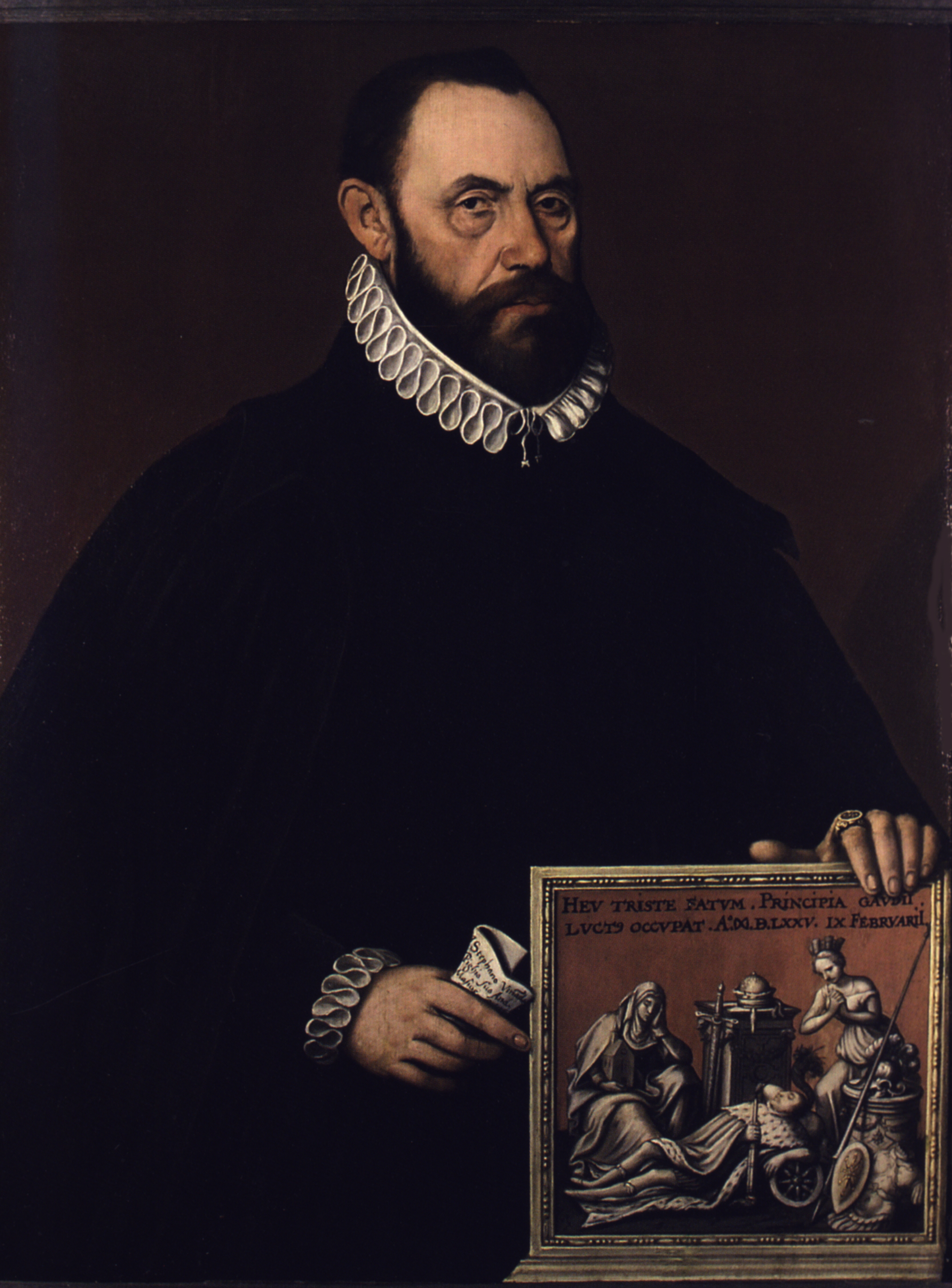
Representação alegórica da morte de Carlos Frederico num pequeno quadro comemorativo agarrado pelo seu tutor, Stephanus Winandus Pighius, artista desconhecido, ca. 1585.

Carlos Frederico de Jülich-Cleves-Berg (em alemão:  KarlFriedrich von Jülich-Kleve-Berg; Cleves, 28 de abril de 1555 – Roma, 9 de fevereiro de 1575), foi um nobre alemão pertencente à Casa de La Marck sendo príncipe-herdeiro dos Ducados Unidos de Jülich-Cleves-Berg e estados satélites

## Biografia
Carlos Frederico era o filho mais velho do Duque Guilherme, o Rico e de sua mulher, Maria de Habsburgo, filha do imperador Fernando I.
A sua morte precoce e inesperada de varíola com apenas 19 anos de idade, ocorreu em Roma durante uma peregrinação e um Grand Tour deixou uma marca na história.
Pela sua morte, o seu irmão mais novo João Guilherme tornou-se herdeiro aparente dos Ducados Unidos. Contudo, João Guilherme tinha uma saúde frágil e problemas mentais vindo a falecer sem herdeiro, situação que viria a dar origem à Guerra da sucessão de Jülich, originando a partilha dos Ducados Unidos e permitindo à Prússia adquirir a sua província na Renânia. Se Carlos Frederico não tivesse falecido jovem, talvez nada disto tivesse acontecido e o mapa da Europa pudesse ser hoje muito diferente.
O tutor de Carlos Frederico, Stephanus Winandus Pighius, criou uma obra literária para o seu aluno com o seu Hercules Prodicius, que se tornou o primeiro guia turístico de Itália. Carlos Frederico era descrito como um jovem firme, amante da diversão e altamente inteligente.
Ele esteve entre os convidados de honra na cerimónia na Basílica de S. Pedro de abertura do Ano Santo de 1575. O Papa Gregório XIII era muito ligado ao seu convidado, esperando que o jovem príncipe viesse a ter uma influência determinante nos países protestantes vizinhos. Uma semana mais tarde, o Papa honrou-o oferecendo-lhe uma espada e um píleo consagrados, uma honra reservada a reis.
Quando Carlos Frederico morreu cinco semanas mais tarde, Gregório XIII suportou, ele próprio, os custos de um funeral real e da enorme procissão fúnebre. Carlos Frederico foi sepultado em frente ao Papa Adriano VI, na igreja de Santa Maria dell’Anima, a igreja em Roma da nação alemã.
A sua magnífica sepultura foi um monumento desenhado pelo seu tutor Pighius, e executado pelos escultores Nicolas Mostaert e Gillis van den Vliete. Mostra, entre outras coisas, uma cena da ressurreição que alude á estátua de Laocoonte e seus filhos encontrada em 1506. Uma segunda parte do monumento, mostrando a espada e o chapéu consagrados, encontra-se no vestíbulo da igreja. Aí, a inscrição refere que Carlos Frederico tinha um sentido precoce de piedade e era brilhante, apesar da sua juventude e sabia muitas coisas em muitas línguas.